# Söderby-Karls kyrka

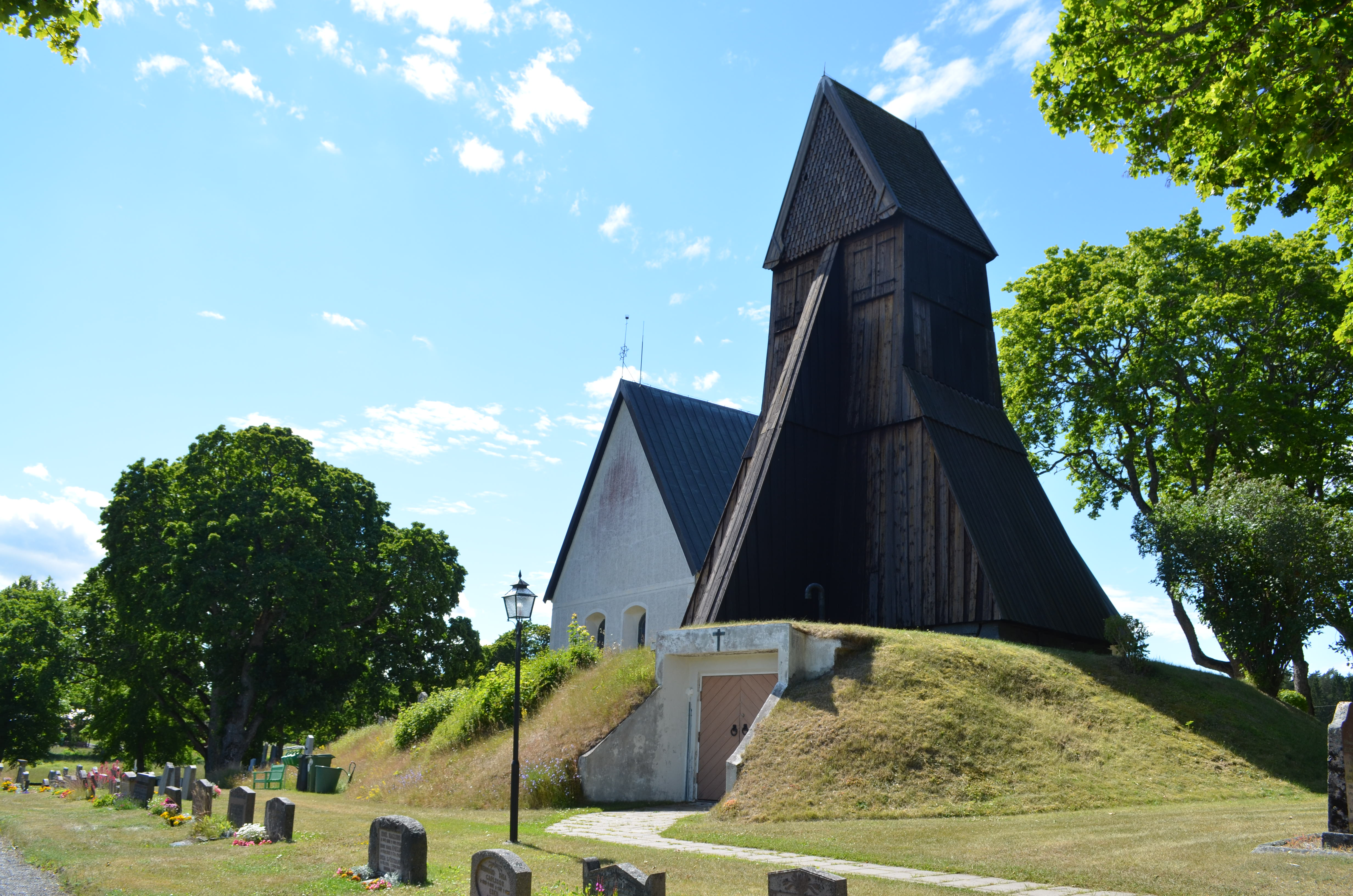
Klockstapeln

Söderby-Karls kyrka är en kyrkobyggnad i Söderby-Karl. Den tillhör Estuna och Söderby-Karls församling i Uppsala stift. Nordost om kyrkan står en klockstapel, troligen uppförd 1664. Öster om klockstapeln finns ett bårhus från 1946, som är inbyggt i kullen som klockstapeln står på.

## Kyrkobyggnaden
Kyrkan består av ett rektangulärt långhus med rakt avslutat korparti, sakristia i norr och vapenhus i söder. Ingång till kyrkorummet sker från väster samt via vapenhuset i söder. Koret har ursprungligen haft en särskild ingång från söder.
Kyrkan uppfördes som salkyrka med sakristia omkring 1300 eller kort därefter. Vapenhuset tillkom senare, eventuellt redan på 1300-talet. Tegelvalven i långhus, kor och vapenhuset slogs troligen i mitten av 1400-talet. Innan dess täcktes kyrkan av ett treklövervalv av trä, vars stomme till stor del är bevarad. På 1790-talet ersattes sakristians ursprungliga tegelvalv med ett platt trätak.
Kyrkan, under koppartäckt sadeltak, är uppförd av natursten med inslag av tegel i bland annat valv och omfattningar. Fasaderna är spritputsade med släta hörn, fönster- och dörromfattningar. Fönstren har rundbågig form, på östra gaveln är dock muröppningarna stickbågiga. Kyrkans exteriör är i stort sett bevarad från medeltiden.
Interiören präglas främst av de senmedeltida valvmålningarna som aldrig varit överputsade. Det som fanns bevarat av väggmålningarna togs fram vid en restaurering 1910. Vid restaureringen, som utfördes efter förslag av arkitekt Fredrik Falkenberg, byggdes ett pannrum under sakristian, som utvidgades mot öster för att kunna rymma en trappa ned till pannrummet. Vidare tillkom ingången i väster samt den nuvarande öppna bänkinredningen.
Av äldre inventarier finns bevarat en dopfunt av sandsten från 1200-talet, ett rökelsekar för 1200- eller 1300-talet, samt kalk och patén från 1300-talet, den senare donerad av kyrkoherden Peter i Rimbo för hans föräldrars själaro.

### Orgel
- 1750 byggde Eric German en orgel med 7 stämmor. Orgeln utökades till 10 stämmor.
- Den nuvarande orgeln byggdes 1887 av P L Åkerman & Lund, Stockholm. Orgeln är mekanisk med slejflådor och har ett tonomfång på 54/27. 1978 renoverades orgeln av Grönlunds Orgelbyggeri AB, Gammelstad.

| Huvudverk I  | Svällverk II        | Pedal             | Koppel |
| Borduna 16´  | Flûte harmonique 8´ | Subbas 16´ (tr I) | I/P    |
| Principal 8´ | Rörfleut 8'         | Octava 4'         | II/P   |
| Gamba 8'     | Fugara 4'           |                   | II/I   |
| Borduna 8'   | Octava 2'           |                   |        |
| Octava 4'    | Crescendosvällare   |                   |        |
| Trumpet 8'   |                     |                   |        |

## Bildgalleri

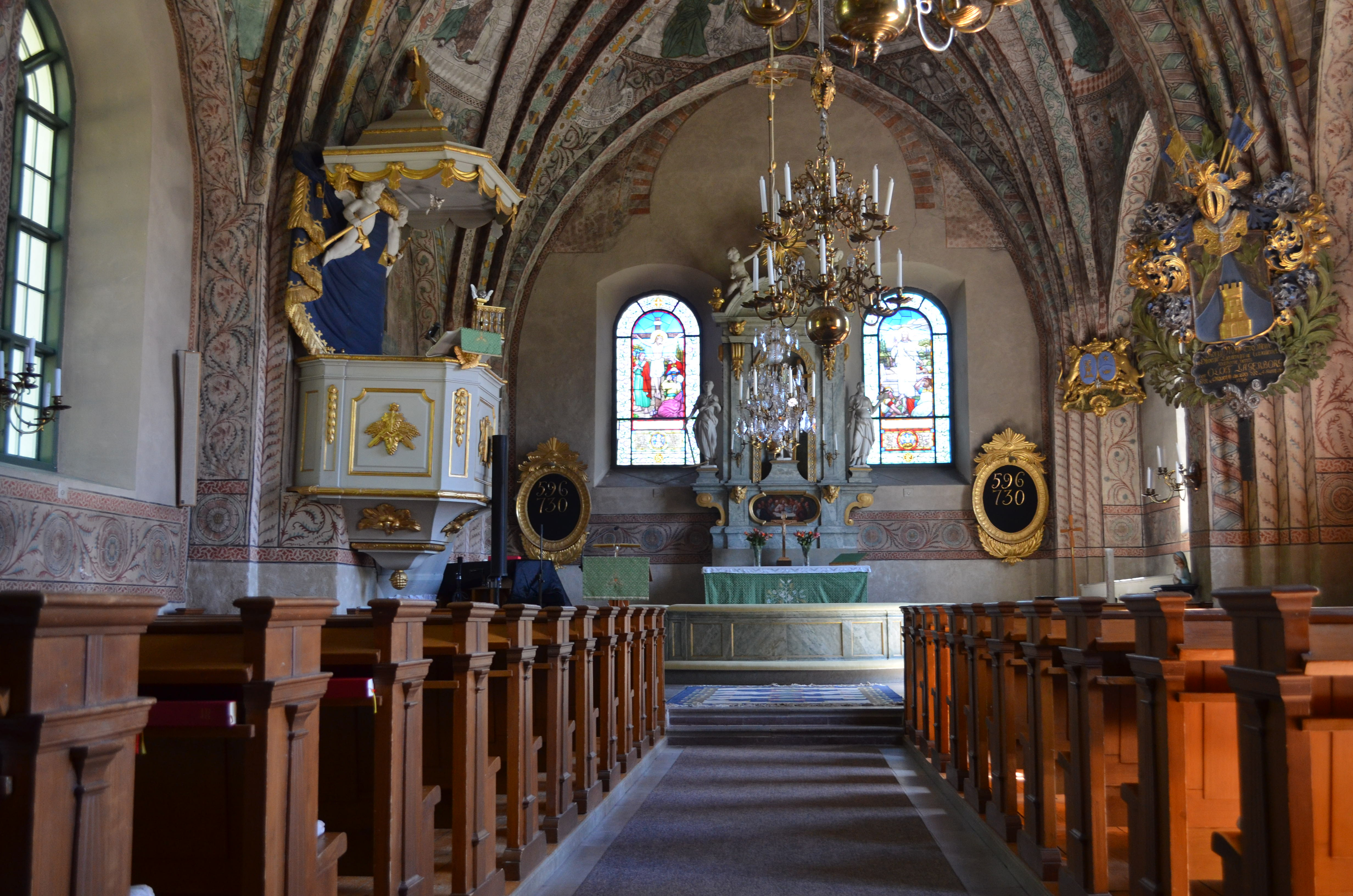
Söderbykarls kyrkas kyrksal
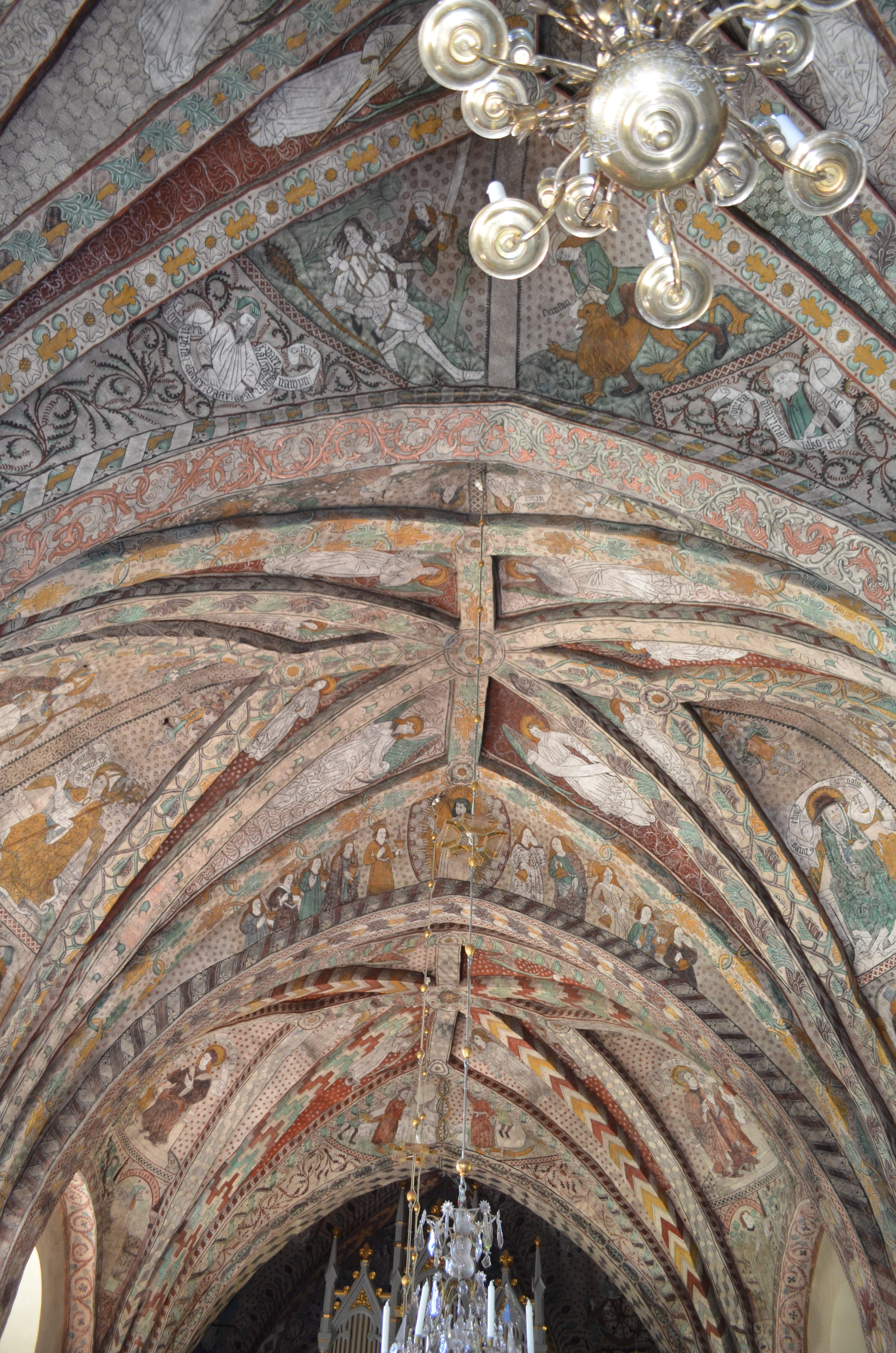
Söderbykarls kyrkas takmålningar
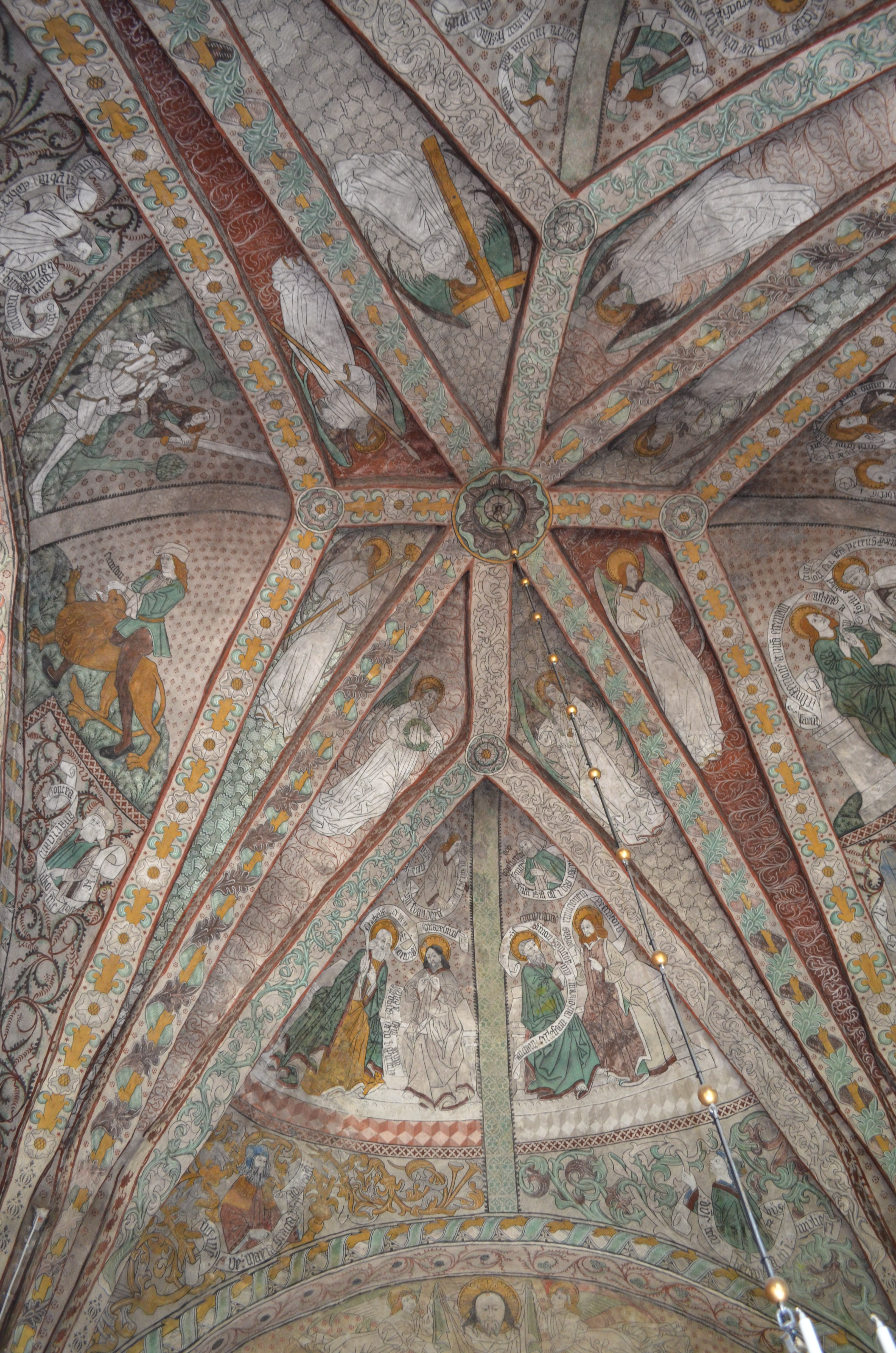
Ännu en takmålning.
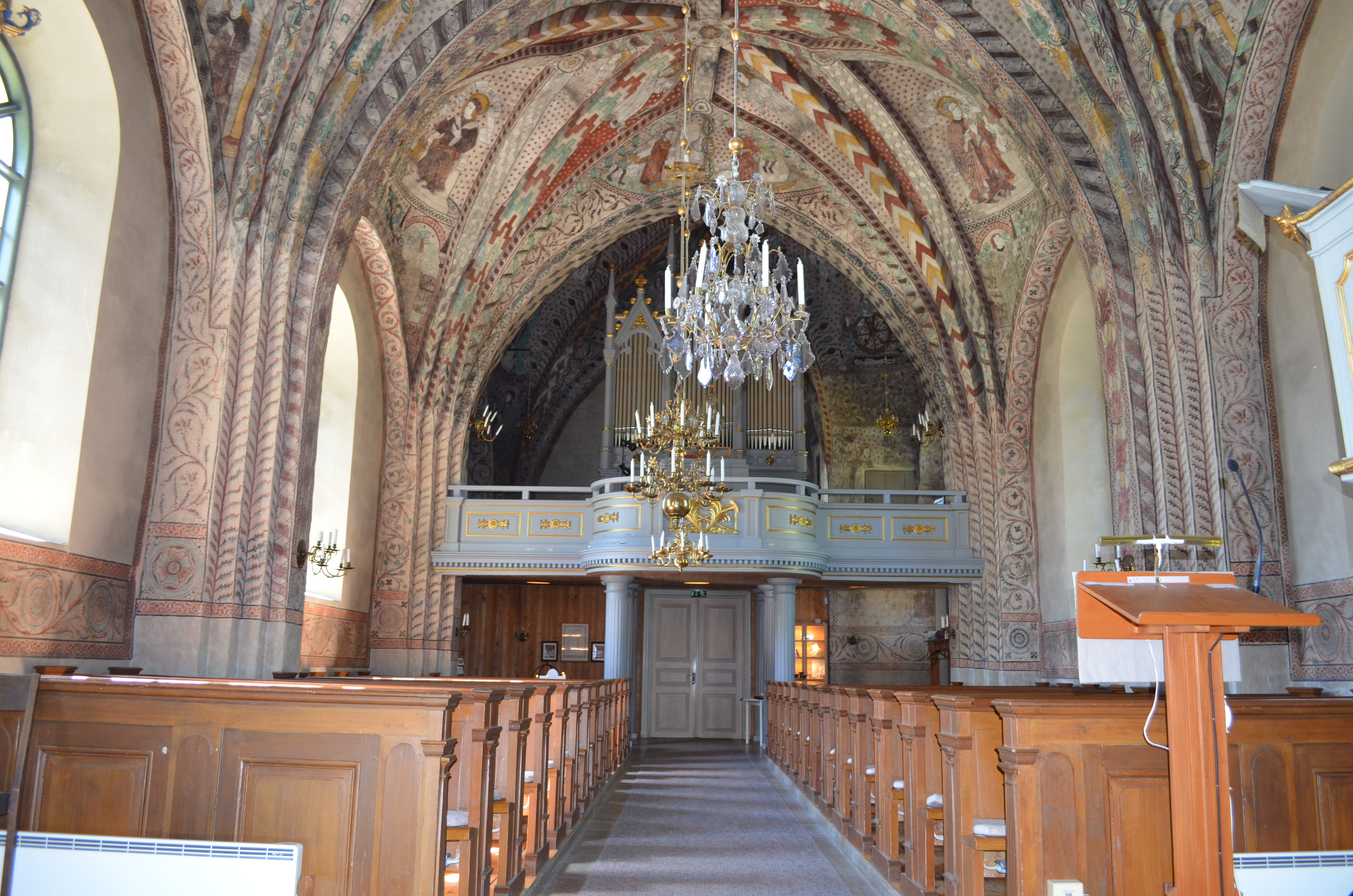
Söderbykarls kyrkas kyrksal med orgel

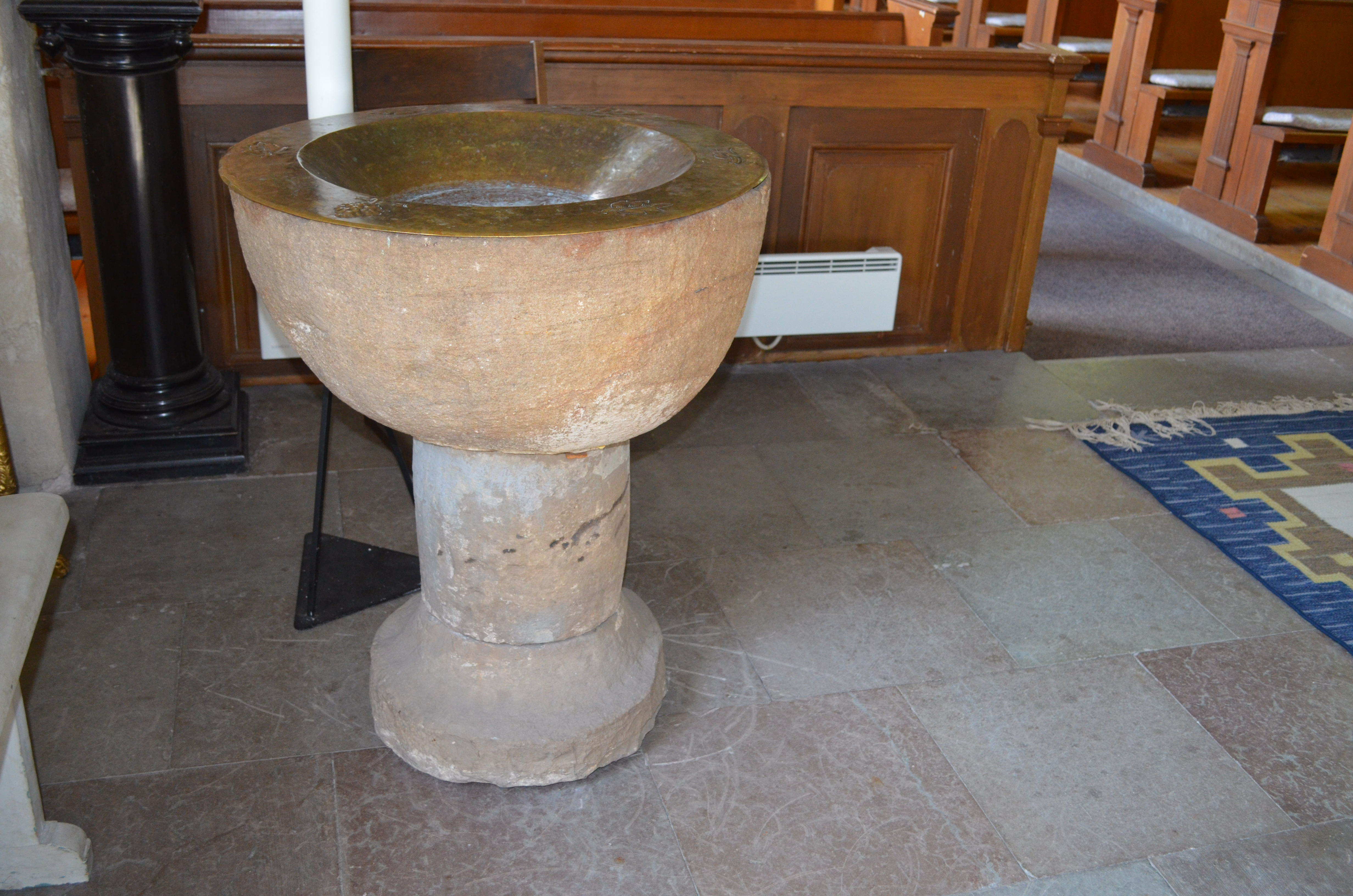
Söderbykarls kyrkas dopfunt
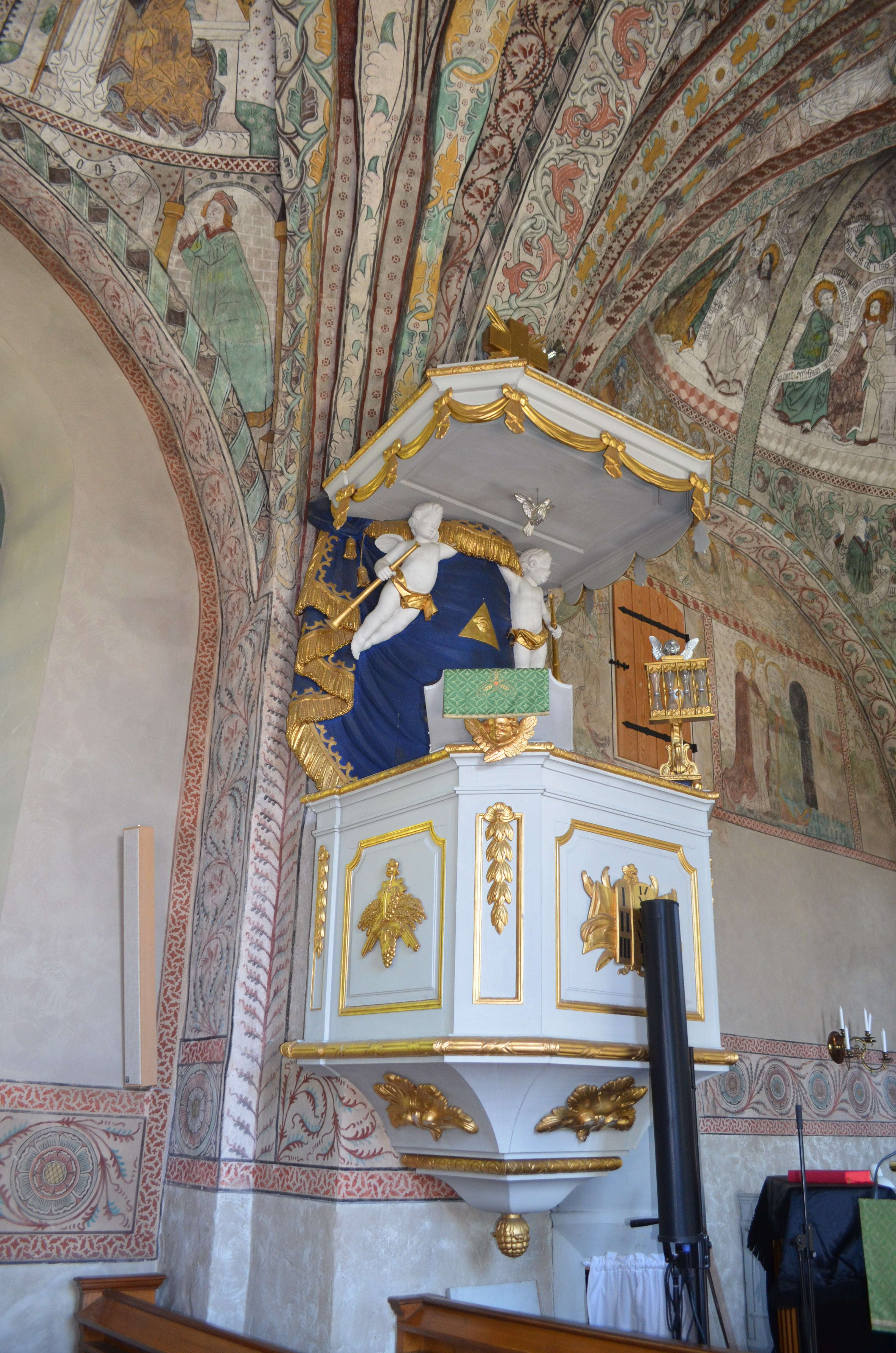
Söderbykarls kyrkas predikstol
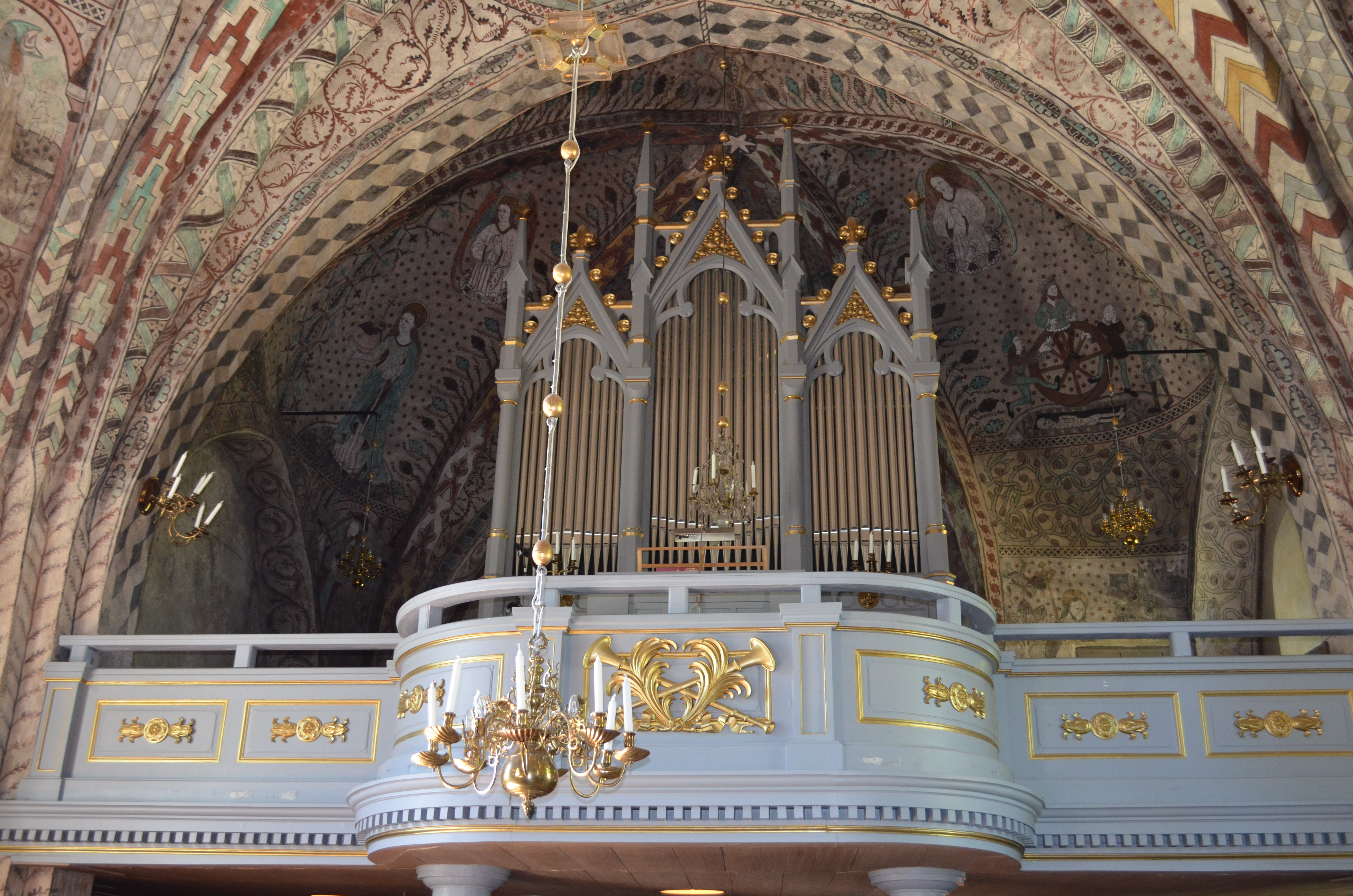
Söderbykarls kyrkas kyrkorgel
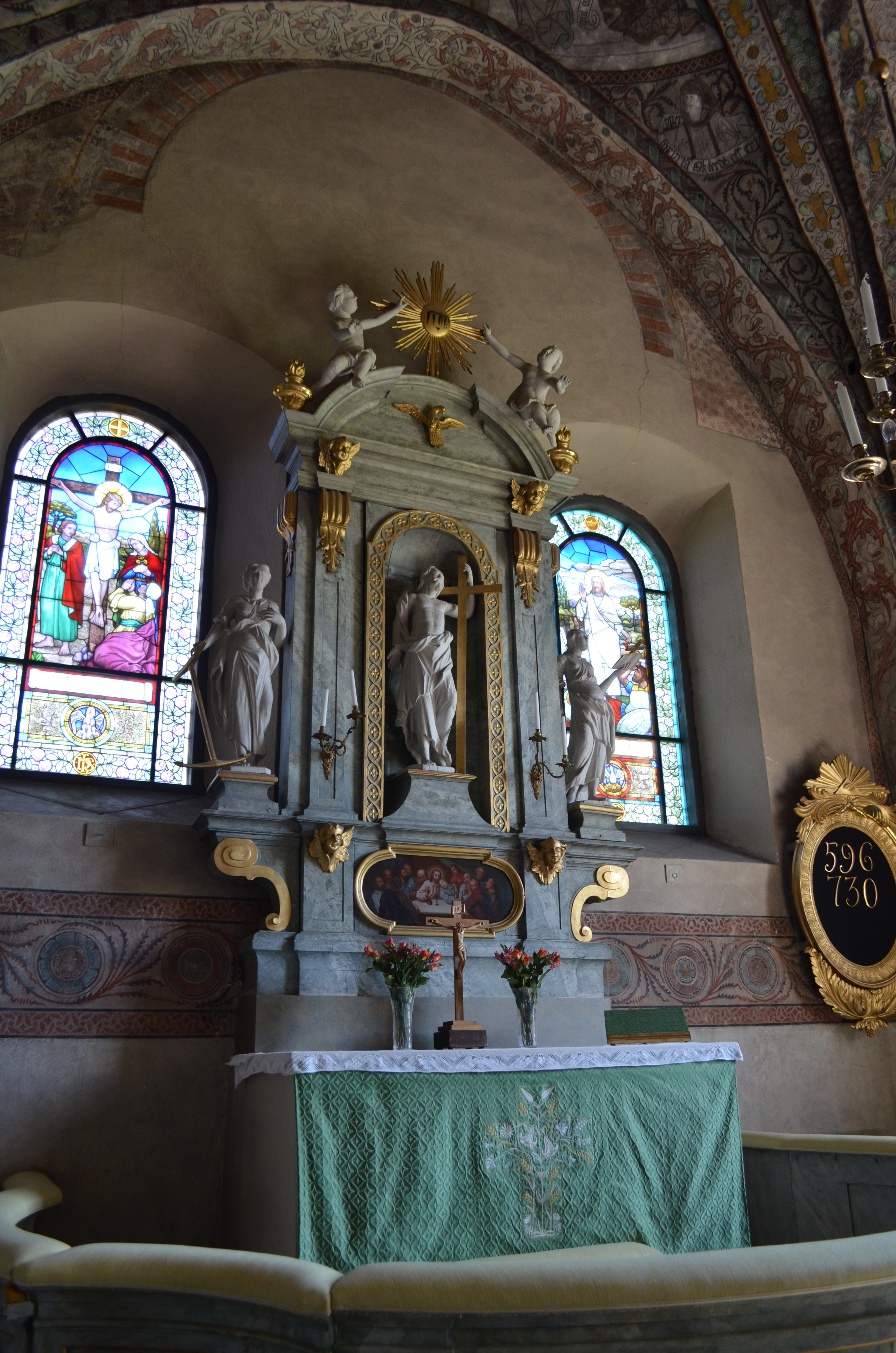
Söderbykarls kyrkas altare